# Vértanú

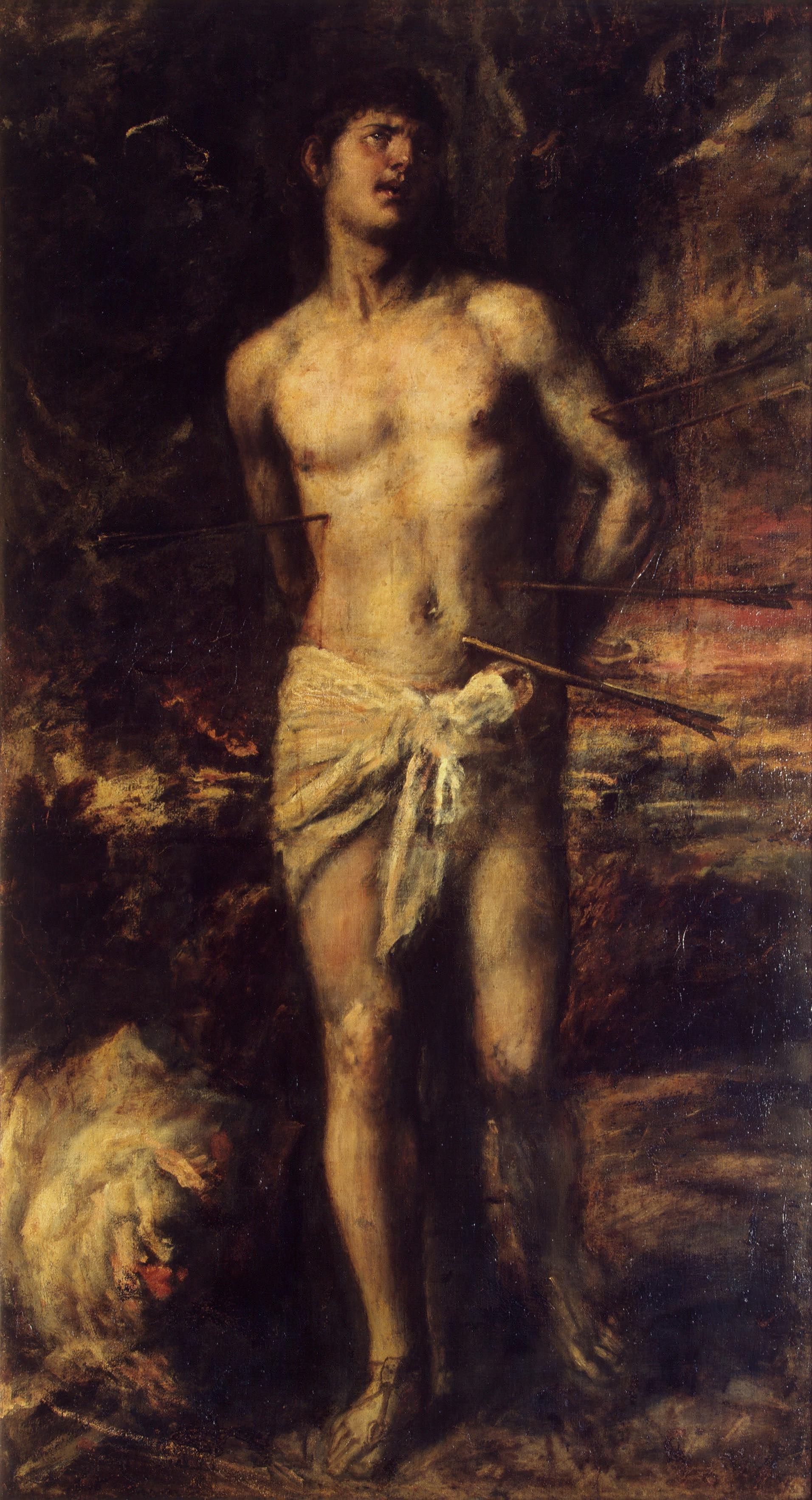
Szent Sebestyén, a mártíromság jelképe

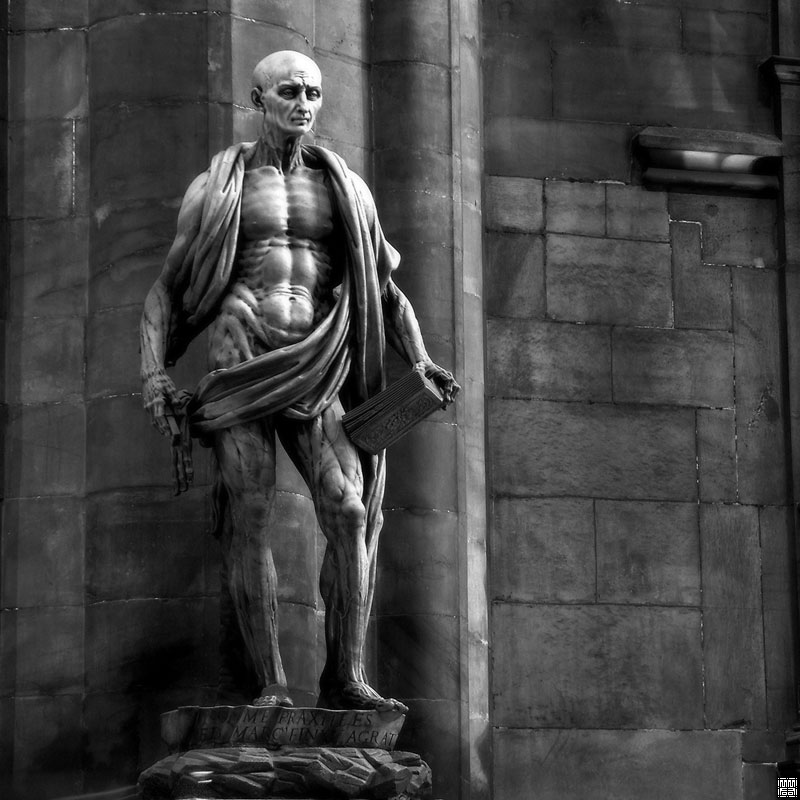
Szent Bertalan megnyúzott alakjának szobra a milánói dómban

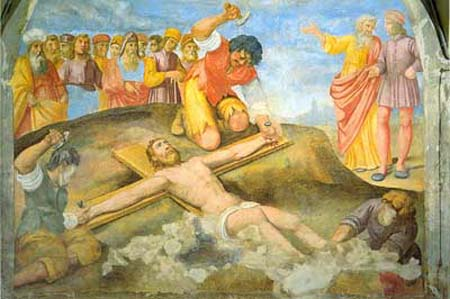
Szent Agricola ravennai vértanú keresztre feszítése

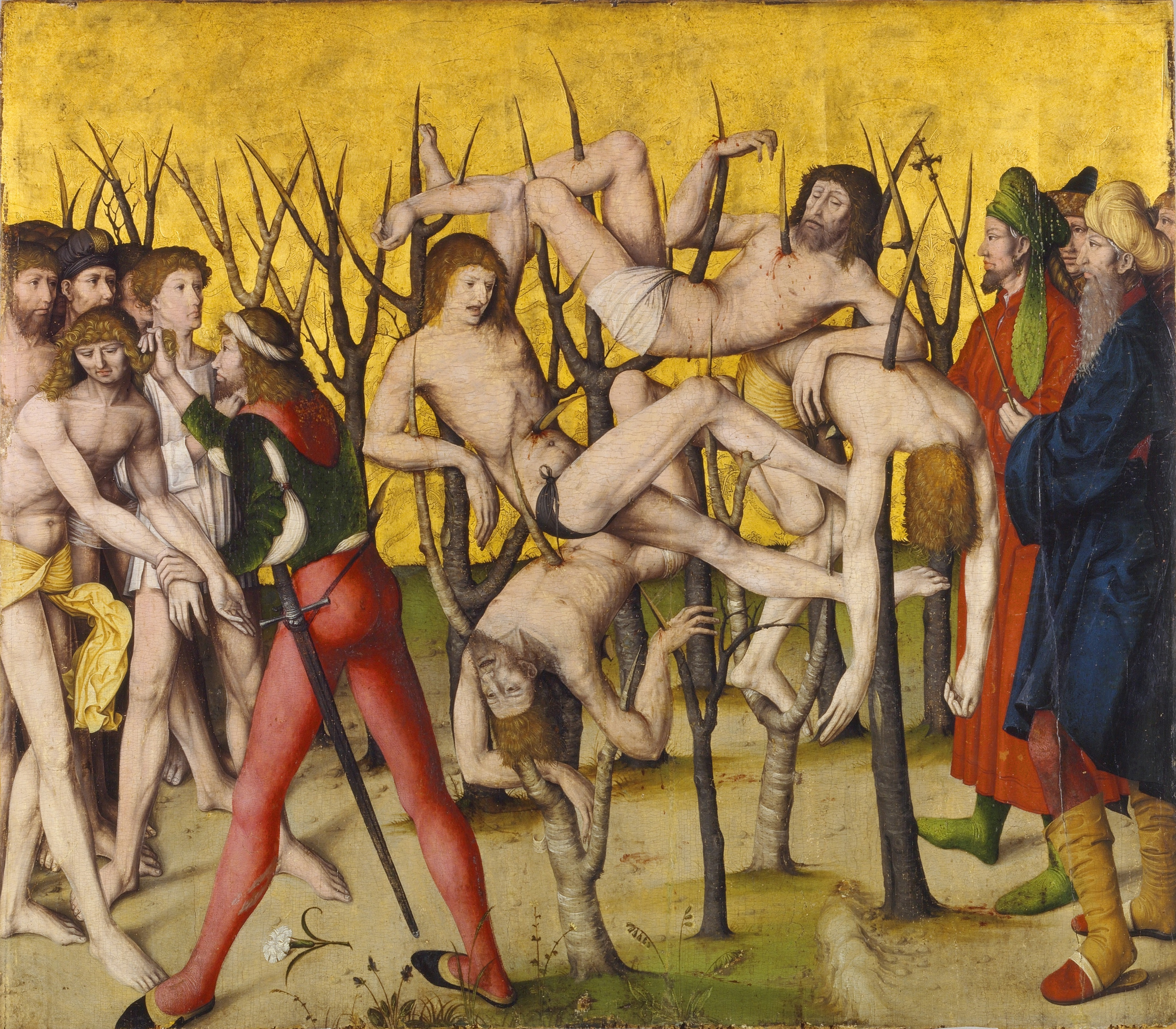
Szent Ákos tízezer katonatársának vértanúsága

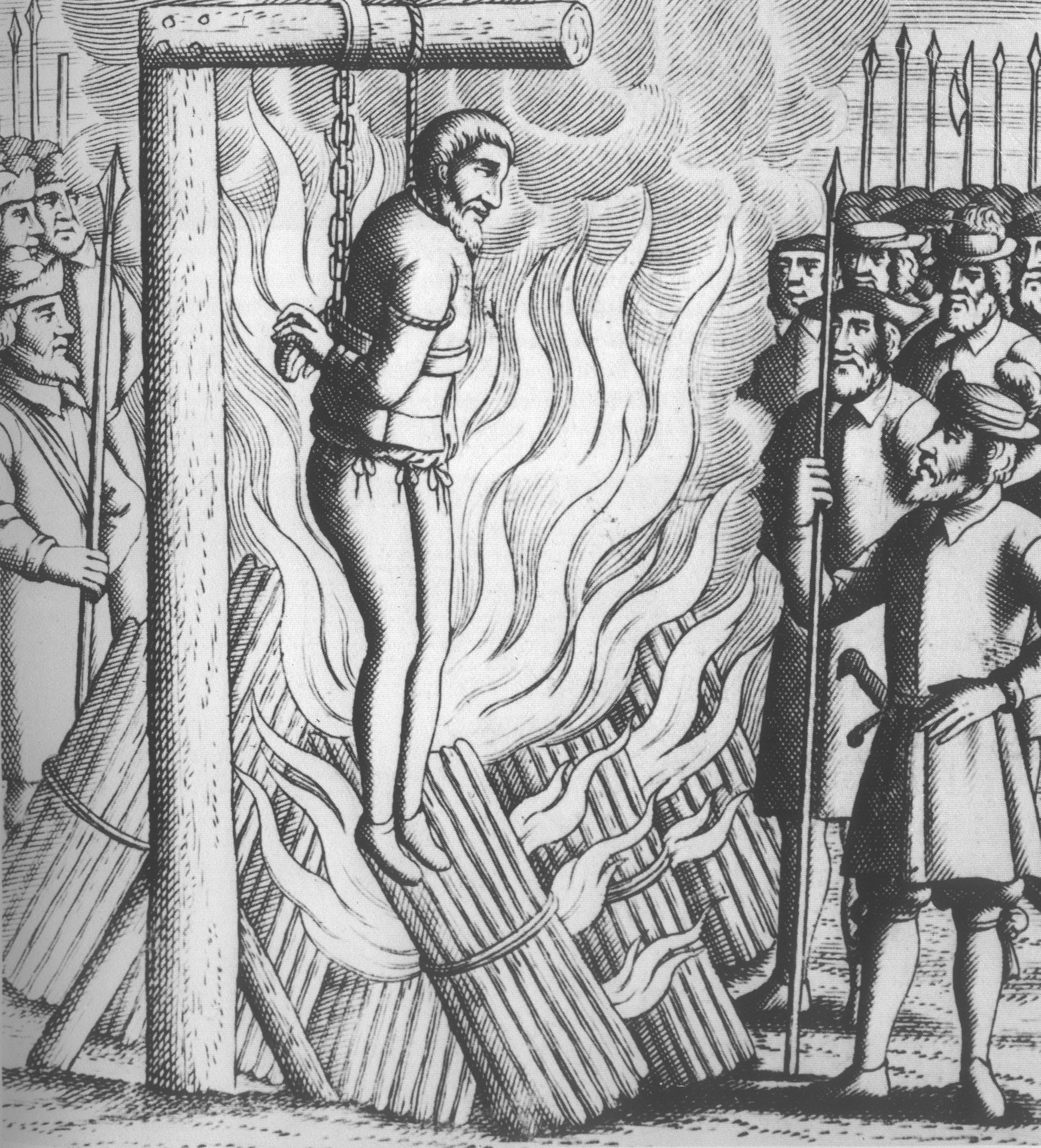
George Wishart protestáns mártír kivégzése

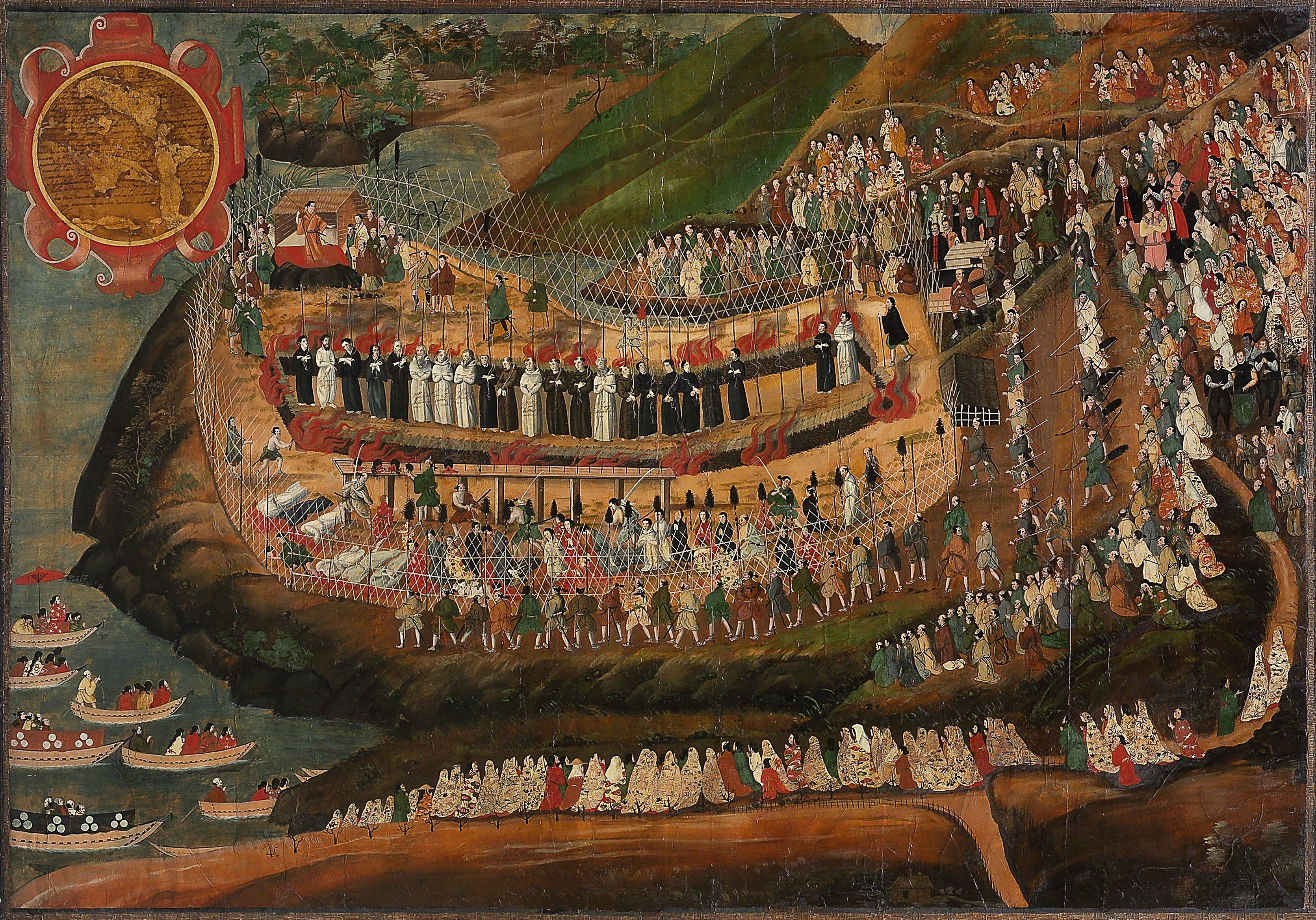
Nagaszakiban 188 japán keresztény halt mártírhalált a 17. század elején, a keresztények üldöztetése során

A vértanú vagy mártír olyan ember, aki egy eszméért, hitért áldozza életét, „vérével tanúskodik hite, eszméi mellett”. 
A köznyelvben a kifejezés utalhat olyan személyre is, aki valamilyen ügy támogatása miatt jelentős negatív következményeket szenved el.
A mártírokat követőik tisztelhetik, vagy akár szentnek tartják, a hősiesség és kitartás szimbólumává válhatnak. Jelentős szerepet játszanak a vallások történetében.

## Etimológia
A szó a görög martüsz, martürosz "tanú" és martürion "tanúságtétel" szó nyomán, a latin martyr és martyrium formák közvetítésével jött létre; a "vértanú" jelentéskör az újtestamentumi görög szövegek alapján alakult ki.
Félresikerült nyelvújításkori magyarítása: türmész.

## Bibliai vértanúk az Ótestamentumban
A Katolikus Biblia Makkabeusok második könyvében található a hét testvér vértanúsága, akik inkább készek voltak mártírhalált halni, mint hogy a király parancsának engedelmeskedve feladják hitüket. Ezután borzalmas halált haltak. A király egyenként kínoztatta meg őket az édesanyjuk és a többi testvér szeme láttára. Kitépette a nyelvüket, lenyúzatta a bőrüket, levágatta kezüket és lábukat, majd rádobatta őket a tüzes serpenyőre.

## Kereszténység
A kereszténység számos vértanút tart számon.
A keresztény mártír nem védekezik az erőszak megnyilvánulásakor, hitét megtartja. Jézus világosan kifejtette, hogy kitől
féljen a keresztény: "Ne féljetek azoktól, akik a testet ölik meg, a lelket pedig meg nem ölhetik; hanem attól féljetek inkább, aki mind a lelket, mind a testet elvesztheti a gyehennában!" (Máté 10, 28) Emberektől nem kell félniük, hanem csak az Istentől féljenek, mert Ő nemcsak a testet, hanem a lelket is a kárhozatba taszíthatja.

### Első századok
A keresztények úgy tekintenek Jézus Krisztusra – akit keresztre feszítettek – mint az első vértanúra. Jézus kivégzésének eszköze, a kereszt vallási jelkép lett. Az Újszövetségben Jézus Ábelt említi az első vértanúként.
Krisztus követőire is üldözés várt. Ennek első mártírja Szent István vértanú lett, akit halálra köveztek. Az egyházi hagyomány alapján Pál apostolt karddal fejezték le, Pétert fejjel lefelé keresztre szegezték, testvérét Andrást szintén keresztre feszítették, Bertalan apostolt megnyúzták, majd lefejezték.
A keresztények üldözése, amely a római korban az 1. században kezdődött, kisebb-nagyobb hevességgel századokon át tartott. A keresztényeket a legkülönfélébb bűncselekményekkel vádolták hamisan. Gyakran földrengés, éhínség, járvány és más szerencsétlenségek kitöréséért őket okolták. A besúgók jutalom ellenében készek voltak elárulni ártatlanokat, akiket azután a birodalom elleni lázadókként, a vallás és a társadalom ellenségeiként elítéltek. Egyeseket keresztre feszítettek vagy lassú kínzás áldozatai lettek. Másokat vadállatokkal tépettek szét, vagy nyilvánosan elégettek az amfiteátrumokban. Büntetésük sokszor nyilvános ünnepségek szórakozása volt.
Móra Ferenc Aranykoporsó című regényében így képzeli el a keresztényüldözések időszakát: "Most utaztam keresztül Maximianus országain, s ezért nem tudok másról álmodni, csak korbácsokkal, kínpadokkal, karóba húzott asszonyokkal, vadállatok elé dobott gyerekekkel. Az Alpesektől idáig keresztek szegélyezik az országutakat, és azokról keresztények rothadt húsát szaggatják le a vadállatok. Derékig a farkasok, azon felül a hollók és a keselyűk. Ahogy ezelőtt minden provinciának megvolt a nemzeti viselete, most nemzeti kínzóművészet alakult ki mindenütt. Szíriában a forró szurokkal töltött üst védi az isteneket, Kappadókiában az olvasztott ólom, Júdeában a fejsze (lefejezés), Pontusban a kerék (kerékbe törés). Galerius cézár nekem magamnak dicsekedett vele, hogy ő mennyivel emberségesebb isten, mint a keresztényeké. Az egy almatolvajt is örök tűzben sütögettet. Ő olyan rostélyt talált ki, amelyen a legöregebb keresztény is puhára sül egy óra alatt."
Krisztus követői kénytelenek voltak elhagyott, néptelen helyeken elrejtőzni. Bujdostak "pusztákon és hegyeken, barlangokban és a földnek hasadékaiban..". A római katakombák ezreknek nyújtottak menedéket.

### Középkor
A középkorban Európa nyugati felén a katolikus egyház és a pápaság lépett fel az eretnekeknek megbélyegzett emberek, csoportok és vallási reformerek ellen. Az inkvizíció feladata ezen eretnekek kinyomozása és megbüntetése volt.
A 13. században a katharok ellen szabályos népirtás volt. Akik nem vonták vissza nézeteiket, azok közül sokan máglyán fejezték be az életüket.
Egy 1200-as években elfogadott törvény a lombardiai eretnekekre kimondja, hogy megégetendők és ha nyomorult életüknek mégis megkegyelmeznének, akkor a nyelvük tépendő ki azért, mert az egyház hite ellen mertek támadni. A máglyahalál mint általános büntetés került be a Sachsenspiegelbe .

### Újkor

#### Európa
Az anabaptista mozgalmak idején a római katolikus, a református és az evangélikus egyház is részt vett az üldözésekben, mivel az anabaptistákat olyan csoportoknak állították be, akik hamis tanokat hirdetnek, és a népet hitehagyásba vezetik.
Az 1500-as évek közepére az anabaptista kivégzettek száma több ezer volt, akiket különféle kegyetlen módon kínoztak, majd öltek meg. 
Ez a könyörtelen üldöztetés volt a felelős a mennoniták, az amishok, a dunkardok, a hutteriták és különböző csoportok Amerikába való tömeges kivándorlásáért.

#### Távol-Kelet
Az 1580-as években spanyol ferencesek és dominikánusok is érkeztek Japánba, s a rendek erőtejes missziózása, meg a két ibériai ország rivalizálása is hozzájárult az első keresztényellenes rendeletek kibocsátásához. A simabarai felkelés után a kereszténység az 1850-es évekig üldözött maradt.

### Modern kor
A második világháborúban Magyarországon Apor Vilmos a saját testével védelmezett a győri templomban magyar asszonyokat az orosz katonák ellen.
A keresztény misszionáriusoknak, pásztoroknak, és a keresztény hitre áttérteknek ma is vannak vértanúi, elsősorban a harmadik világban. A különböző egyházaknak viszont eltérő a véleményük, hogy kik tekinthetők mártírnak.

## Iszlám

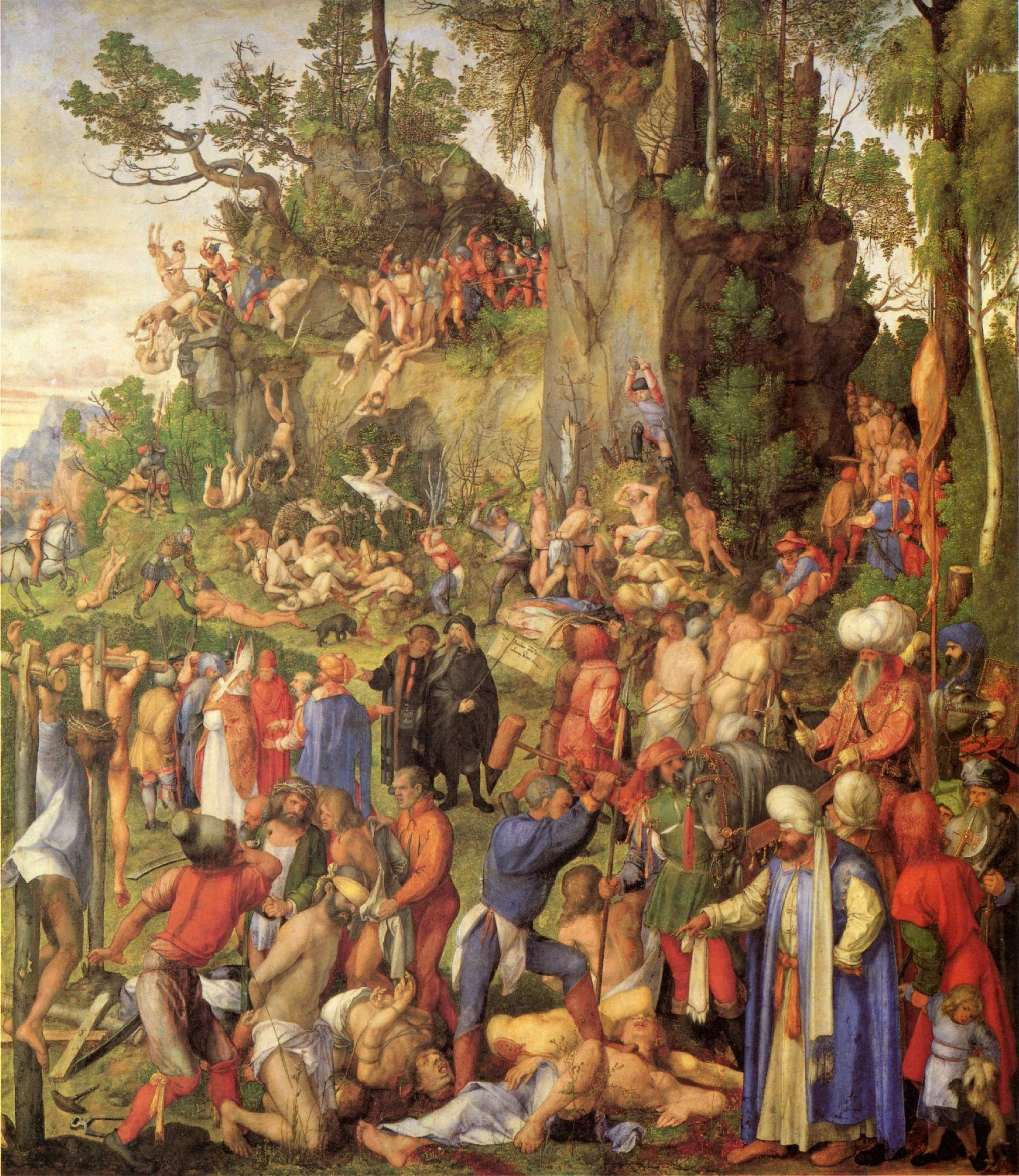
Albrecht Dürer: Tízezer keresztény vértanú. A legenda szerint Agathiust tízezer keresztény katonatársával együtt az Ararát hegyén keresztre feszítették, mert nem áldoztak a pogány isteneknek

Az Iszlám vallás követőinek nagy része önkéntes mártíroknak tekinti azokat a hívőket, akik a saját életüket áldozzák fel a "hitetlenek"-kel szembeni harcban, a dzsihádban.

## Judaizmus
A középkorban a keresztény Európában a zsidókra úgy tekintettek, mint Jézus halálának és szenvedésének okozóira. 
A spanyol inkvizíció által kivégzettek nagy része zsidó vallású volt, miután azok megtagadták a kereszténységre való áttérést. A zsidóság elleni, szervezett, erőszakos, gyakran halállal végződő akciók a 11. századtól állandó jelenségei voltak Európának.

## Politikai értelemben
- Politikai, hazafias kiállás is vezethet mártíromsághoz, például az aradi vértanúk kivégzése.

A 20. században mártírnak tekintik Martin Luther Kinget, Erzsébet hesseni hercegnőt és Dietrich Bonhoeffert is.

## Bélyegeken
Számos ország ad illetve adott ki emlékbélyegeket vértanúkról.
- A Magyar Posta 1945. október 6-án hozta forgalomba Vértanúk című, 8 értékből álló sorozatát, antifasiszta vértanúk emlékére.
- A Magyar Posta 1989. október 6-án „Az aradi vértanúk emlékére” címen bélyegblokkot adott ki.

## Lásd még
- Máglyahalál
- Inkvizíció
- Acta Martyrum
- Katakomba
- Vallásüldözés